# Łotwa na Letnich Igrzyskach Olimpijskich 2000
Łotwę na Letnich Igrzyskach Olimpijskich 2000 reprezentowało 45 zawodników.

## Zdobyte medale
| Medal  | Zawodnik           | Dyscyplina    | Konkurencja        |
| ------ | ------------------ | ------------- | ------------------ |
| Złoto  | Igors Vihrovs      | Gimnastyka    | Igors Vihrovs      |
| Srebro | Aigars Fadejevs    | Lekkoatletyka | Chód na 50 km      |
| Brąz   | Vsevolods Zeļonijs | Judo          | Waga lekka (73 kg) |